# Pavel Suchoj
Pavel Osipovič Suchoj (rusky Па́вел О́сипович Сухо́й, bělorusky Па́вел Во́сіпавіч Сухі́, 10. červencejul./ 22. července 1895greg. Hlybokaje – 15. září 1975 Moskva) byl běloruský a sovětský letecký konstruktér. Byl jedním z prvních konstruktérů letadel proudových, nadzvukových a těch se šípovitými a delta křídly. Navrhoval letouny dálkové, bombardovací, bitevní i stíhací. K nejslavnějším patří Su-7 a Su-9. Za svůj život navrhl více než 50 letadlových konstrukcí, z toho se asi 30 dostalo do výroby.

## Život
Pavel Osipovič Suchoj se narodil 22. července 1895 v Hlybokaje, ve vilenské gubernii Ruské říše, běloruským rodičům rolnického původu. Měl pět sester. V roce 1900 se Suchého rodina přestěhovala do Gomelu, když jeho otec Osip Andrejevič Suchoj získal práci učitele ve škole pro děti železničářů. Od roku 1905 do roku 1914 Suchoj navštěvoval gymnázium v Gomelu, nyní Běloruskou státní univerzitu dopravy. V roce 1915 byl Suchoj po složení přijímacích zkoušek přijat na Carskou moskevskou technickou školu v Moskvě. Suchého studia však byla přerušena, když byl po eskalaci první světové války povolán do carské armády.
Suchoj se zúčastnil výcviku praporčíka přiděleného k dělostřelectvu ruské západní fronty. Suchoj sloužil v ruské armádě, když se po říjnové revoluci v roce 1917 zhroutila a vrátil se do Moskvy, kde zjistil, že jeho univerzita byla uzavřena. Vrátil se do Gomelu k rodičům a bylo mu nabídnuto místo učitele matematiky v malém městečku Luniněc v brestské oblasti. V roce 1919, když polské jednotky během polsko-sovětské války postupovaly na Luniněc, uprchl do Gomelu, a začal učit ve škole pro děti železničářů v čele s jeho otcem. Přibližně v této době se Suchoj nakazil tyfem[nepřesný odkaz] a pak spálou, což výrazně ovlivnilo jeho schopnost mluvit, a po zbytek života měl pověst tichého člověka.
Od 20. let 20. století pracoval jako vedoucí inženýr pod vedením Andreje Tupoleva v moskevském Ústředním ústavu aerodynamiky (CAGI). Již zde navrhl několik bombardérů a stíhaček.
V září 1939 sovětská vláda Suchého jmenovala do čela nové experimentální konstrukční kanceláře (OKB) při závodě v Charkově (nyní na Ukrajině). Zde navrhl letoun Su-6. Šlo o prototyp, který nikdy nešel do výroby. Na konci druhé světové války sovětský vůdce Josif Stalin pověřil Suchého vytvořením nové generace bojových stíhaček. Suchoj přišel s návrhem letounu Su-9, ale kvůli Stalinovu názoru, že návrh je příliš podobný německé Me 262, ani Su-9 nešel do výroby. Nespokojený Stalin nakonec v listopadu 1949 konstrukční kancelář OKB zavřel a Suchého tým se stal pododdělením Tupolevovy konstrukční kanceláře v Moskvě.
Po Stalinově smrti v roce 1953 sovětská vláda dovolila Suchému obnovit samostatnou konstrukční kancelář, a to v závodě 1 v Kujbyševu (dnes Samara) a později v závodě 51 v Moskvě. V roce 1954 byla jeho organizace přejmenována na OKB-51. Právě to byl základ dnešní slavné firmy Suchoj.
V OKB-51 Suchoj postavil řadu nových nadzvukových letadel, hlavními typy, které se lišily zejména v uspořádání křídel, byly proudový taktický bombardér Su-7 z roku 1955 se šípovitými křídly (NATO mu přidělilo kódové označení "Fitter") a proudový stíhací letoun Su-9 s trojúhelníkovými (delta) křídly (šlo o jiný typ než Su-9 z válečných let). Základem obou strojů byl motor AL-7F s přídavným spalováním, který se vyvíjel v továrně, jejímž šéfem byl Archip Ljulka. Su-7 byl ideální pro manévry v nižších letových hladinách, naopak Su-9 měl nejlepší výkon ve velkých výškách.
Tyto dva letouny byly v průběhu let upravovány a v obrovských počtech zařazovány do vzdušných sil SSSR a v případě Su-7 i dalších zemí Varšavské smlouvy.
Suchého kancelář vždy soupeřila s kanceláří MiG. Nikdy se jí ovšem nepodařilo MiG sesadit z trůnu sovětské "jedničky". Tak je tomu na ruském trhu dodnes.
Stejně jako ostatní sovětští konstruktéři v oblasti letectví, Suchoj přijal koncepci kumulativního rozvoje, nikoliv velkých technologických skoků, proto namísto nových letounů vylepšoval ty staré, nicméně například jedna z jeho posledních verzí Su-9 – Su-15 – má s původním strojem již jen málo společného.
Krátce po Suchého smrti v roce 1975 bylo jeho jméno přidáno do názvu konstrukční kanceláře (OKB Suchoj). Ta pokračovala v Suchého díle, k jejím nejuznávanějším produktům patřil Su-27 z roku 1977, letoun dlouhého doletu ceněný pro svou univerzálnost i výkonnost, kterou potvrdil několika světovými rekordy v dosažené nadmořské výšce i vzletové rychlosti. Dnes je kancelář OKB imeni P.O. Suchoj součástí obřího státem vlastněného průmyslového komplexu AVPK Suchoj. V posledních letech se obrací stále více k sektoru civilních letadel.

## Ocenění
V letech 1958–1974 byl poslancem Nejvyššího Sovětu SSSR.
Získal řadu státních vyznamenání: Stalinova cena (1943), dvakrát Hrdina socialistické práce (1957, 1965), Leninova cena (1968), Státní cena (1975), Tři Leninovy řády (1945, 1957, 1975), Tupolevova zlatá medaile (1975) aj.
V běloruském městě Homel se dnes po Pavlu Suchojovi jmenuje technická univerzita (Гомельскі дзяржаўны тэхнічны ўніверсітэт імя П. В. Сухога).